# Bruno Mugellini
Bruno Mugellini (* 24. Dezember 1871 in Potenza; † 15. Januar 1912 in Bologna) war ein italienischer Pianist und Komponist.

## Leben und Werk
Bruno Mugellini war Schüler von Gustavo Tofano, Alessandro Busi und Giuseppe Martucci. Er machte sich durch Konzertreisen in Italien bekannt. 1898 wurde er am Liceo musicale in Bologna angestellt. 1911 wurde er Direktor dieses Institutes. Bruno Mugellini dirigierte außerdem einen Konzertverein und redigierte Ausgaben der Klavierwerke Johann Sebastian Bachs, Wolfgang Amadeus Mozarts, Stephen Hellers sowie Carl Czernys Etüden und Muzio Clementis Gradus ad Parnassum.
Bruno Mugellini schrieb eine Ballade und Sonaten für Klavier, eine Cellosonate g-Moll, ein Klavierquintett in D-Dur, die symphonische Dichtung Alla fonte del Clitumno, weitere Orchesterstücke sowie Kirchenmusik. Er veröffentlichte Metodo d'esercizi tecnici per il pianoforte (Mailand ohne Jahr, Neuausgabe 1939).